# 노군홍
노군홍(중국어: 盧軍宏, 1959년 8월 4일~2021년 11월 10일)은 상해에서 태어났으며 호주적 중국인이다. 현직 호주 동방 중국어 라디오 방송국 (Director of 2OR Australia Oriental Radio，2OR)회장 겸 국장, 호주 중국인 불교학회 회장, 호주 중국인 단체협회 부주석이다. 2012년 9월, 노군홍은 하버드 대학교의 관련 기구 초청을 받아 방문하여 중화 민족의 문화와 불교학을 고취시키는 대형 강연의 연사를 맡아 강연 활동을 하였다. 서구 주류 사회, 북미 학계 그리고 언론계의 반응과 관심을 모았다.

## 소개
2007년 11월 호주에서 최초로 중국 표준어를 사용하며 24시간 방송되는 중국어 방송국—호주 동방 중국어 라디오 방송국을 창립하였다. 2009년 7월, 호주 동방 중국어 라디오 방송국은 중국 중앙 인민 라디오 방송국과 합작 협약을 맺었다. 노군홍은 라디오 방송국을 통해서 《백화불법》(白話佛法), 《직화직설》(直話直說), 《현예문답》(玄藝問答)》, 《현예종술》(玄藝綜述) 등의 프로그램을 설립하고 불법(佛法)을 전파하고 더욱 발전시키고 있다.

## 집필작
20권 이상의 서적을 집필하였다. 그 중 《입문 수첩》(入門手冊)은 영어, 독일어, 스페인어 등으로 번역되어 출간되었다. 저서는 무료로 공개되어있다.
- 《백화불법》(白話佛法) 계열
- 《일명、이운、삼풍수》(一命、二运、三风水)
- 《천지인》(天地人)
- 《토템세계》(图腾世界)
- 《질병백과》(疾病百科)
- 《불법신공간》(佛法新空间)

## 수상내역
- 2012년 7월 “세계 종교 연합 대회”에서 “세계 평화상(불교)”수상[4]
- 2012년 10월 1일 영국 국회 상원에서 “영국 연방 민족 사회 특별공로상 ”수상[5]
- 2014년 3월 24일 UN 본부가 주최한 “전세계 평화문화 회의”에서 “세계평화 교육 대사” 로 위촉[6]
- 2014년 3월 26일 미국국회 주최한“세계 평화 정상 회의 ”에서 “세계평화 대사”로 위촉[7]
- 2014년 4월 2일 이태리 시에나 대학교 “ 명예 석좌 교수”로 위촉[8]
- 2015년 9월, 노군홍 태평신사(太平紳士)가 UN대회 주석의 초청으로 UN본부에서 ”2015년 UN 대회 평화문화 정상포럼”에 참석[9]

## 종교적 관점
2012년 7월 노군홍은 프랑스 국제방송국의 인터뷰에서 이렇게 말했다. 팔만 사천 가지 법문(法門)은 다 중생(眾生)을 제도하기 위해서, 자신을 잘 이해하기 위해서, 마음이 아름다운 세계를 만들기 위해서 존재한다. 중생의 마음속, 심령(心灵)속에서 아름다운 세계를 만들어 낼 수 있는 법문(法門)이면 다 좋은 것이다. 그래서 나는 모든 법문(法門)을 다 존경한다. 어떤 법문이든 다 공통적인 길이다. 이것은 매우 중요한 점이다. 그래서 시드니의 중국인들 중에 많은 사람들은 매월 초하루, 보름때마다 채식(菜食)을 한다. 설이나 명절을 맞을 때마다 불상을 참배하러 가는 사람들도 많다. 많은 사람들이 공덕(功德)을 쌓기 위해 노력한다. 시드니에 있는 자제공덕회(慈濟功德會), 정토종(淨土宗), 그리고 성운(星雲) 스님의 남천도장(南天道場) 등등 모두 좋다. 같은 불교를 같이 널리 발양하기 위해서 사람들의 마음을 하나로 융합시키는 것이다. 그래서 각 국가의 해외 중국인들이 다 불교를 믿고 계속 수심염불(修心學佛)을 하는 것은 좋은 추세라고 생각한다. 그것이 세상의 평화를 유지하게 하는 요인이라고 생각한다."

## 같이 보기
- 중국의 불교